# Rotavirus
Rotavirusul este cea mai comună cauză pentru diaree și vărsături severe la sugari și copii mici. Virusul face parte dintr-un grup de virusuri cu ARN dublu catenar, numit (ds)ARN, din familia Reoviridae (Respiratory Enteritic Orphan virus). Aproape orice copil din lume a fost infectat cu acest virus până la vârsta de cinci ani. Imunitatea se realizează cu fiecare infecție ce devine mai puțin agresivă pe măsură ce reapare, adulții sunt rareori afectați. Au fost descoperite opt tulpini ale acestui virus, denumite A, B, C, D, E, F, G și H. Cel de tip A, cel mai des întâlnit, produce mai mult de 90% din infecțiile cu rotavirus la oameni.
Virusul se transmite pe cale fecal-orală (pe cale digestivă prin înghițire). Acesta infectează și distruge celulele din intestinul subțire, cauzând gastroenterită (numită des gripa stomacului sau gripă gastrică în ciuda faptului că nu are nicio legătură cu gripa).
De asemenea, a se vedea: Vaccinul antirotaviral